# Victor Ferreyra
Victor Ferreyra (Río Tercero, Argentina, 24 de febrer de 1964) és un futbolista argentí. Va disputar 2 partits amb la selecció de l'Argentina.

## Estadístiques
| Selecció de l'Argentina | Selecció de l'Argentina | Selecció de l'Argentina |
| Anys                    | Partits                 | Gols                    |
| ----------------------- | ----------------------- | ----------------------- |
| 1991                    | 2                       | 1                       |
| Total                   | 2                       | 1                       |